# 大スキ!
「大スキ!」（だいスキ!）は、広末涼子の2枚目のシングル。1997年6月25日発売。発売元はワーナーミュージック・ジャパン。

## 解説
竹内まりやの提供曲「MajiでKoiする5秒前」から早2か月での新曲は、広末と同郷で、「TOMORROW」などのヒットがあるシンガーソングライターの岡本真夜が担当した。変イ長調の曲である。2作連続で女性シンガーソングライターの提供曲となった。次作「風のプリズム」も女性シンガーソングライターの原由子による提供曲。
アサヒ飲料『三ツ矢サイダー』CMソングとしてヒットした（CMでは一部、プロモーション・ビデオを使用している）。セールスは前作より落ちたものの、自身初で唯一のオリコン週間チャート1位を獲得。1980年代以降生まれのソロアーティストとして初の快挙であった。
この曲で広末は『第48回NHK紅白歌合戦』に初出場した。
2020年6月10日にアナログ盤が発売された。

## 収録曲
全曲作詞・作曲：岡本真夜　編曲：藤井丈司・山本拓夫
1. 大スキ!（original version）
2. 大スキ!（sun-deck version）
3. 大スキ!（CM version）※CDのみ
4. 大スキ!（original karaoke）※CDのみ

## カバー
- 岡本真夜 - 同年に『THE夜もヒッパレ』にてSPEEDと歌唱。翌1998年に発売されたアルバム『Hello』でセルフカバー。その後のベストアルバムにも度々収録されている。
- 天海春香（声：中村繪里子） - 2007年1月に発売されたアルバム『THE IDOLM@STER Your Song』でカバー。後に発売されたアルバム『THE IDOLM@STER MASTER ARTIST 01 天海春香』に再収録。
- Yukko（のあのわ） - 2011年よりスズキラパンのテレビコマーシャル（出演者：岡田将生、肘井美佳）使用された[3]。